# یوان یزرکیچ
یوان یزرکیچ (انگلیسی: Jovan Jezerkić؛ ۶ سپتامبر ۱۹۲۰ – ژوئیه ۲۰۰۰) بازیکن فوتبال اهل یوگسلاوی بود.
از باشگاه‌هایی که در آن بازی کرده‌است می‌توان به باشگاه فوتبال ستاره سرخ بلگراد و باشگاه فوتبال پارتیزان اشاره کرد.
وی همچنین در تیم‌های ملی فوتبال صربستان و یوگسلاوی بازی کرده‌است.